# Legends
Legends – szósty studyjny album amerykańskiego zespołu hip-hopowego Above the Law. Został wydany w 1998 roku.

## Lista utworów
1. Intro "Floetry"
2. X.O. Wit Me featuring Jayo Felony
3. Set Trippin'
4. Promise Me
5. Be About You Bizniz featuring Ha-Ha L.O.C.
6. Clinic Niggaz featuring Young Ten
7. Soliciting
8. Deep Az the Root
9. Streets
10. Sumner Days
11. L.A. Vibe
12. Worldwide
13. Karma
14. Soul Searching featuring Yukmouth
15. Adventures of...
16. In God We Trust featuring Big Rock